# Heiderose Fischer-Nagel
Heiderose Fischer-Nagel (* 27. Mai 1956 in West-Berlin) ist eine deutsche Biologin, Schriftstellerin und Verlegerin.

## Leben
Heiderose Fischer-Nagel absolvierte ein Studium der Biologie in West-Berlin und Wien, das sie mit dem Diplom abschloss. Seit 1981 veröffentlicht sie gemeinsam mit ihrem Ehemann Andreas Fischer-Nagel illustrierte Sachbücher für Kinder, hauptsächlich zu Themen der Natur. Heiderose Fischer-Nagel gründete 1992 einen Verlag, über den sie einige ihrer Bücher publizierte. Sie lebt mit ihrer Familie im hessischen Ort Metzebach.

## Werke
Auswahl
- Marienkäfer, Luzern 1981 (zusammen mit Andreas Fischer-Nagel)
- Bunte Welt der Schmetterlinge, Luzern 1983 (zusammen mit Andreas Fischer-Nagel)
- Blumen, Luzern 1984 (zusammen mit Andreas Fischer-Nagel)
- Der Ameisenstaat, Luzern 1985 (zusammen mit Andreas Fischer-Nagel)
- Der Tannenbaum, Luzern 1986 (zusammen mit Andreas Fischer-Nagel)
- Der Kastanienbaum, Luzern 1987 (zusammen mit Andreas Fischer-Nagel)
- Kinderstube der Tiere, Bindlach (zusammen mit Andreas Fischer-Nagel)
  - Störche, 1989
  - Ponys, 1992
- Tiere im Wasser, Ravensburg 1987 (zusammen mit Andreas Fischer-Nagel)
- Das Eselbuch, Luzern 1988 (zusammen mit Andreas Fischer-Nagel)
- Ich und Eselchen, Hamburg 1989 (zusammen mit Andreas Fischer-Nagel)
- In der Wiese, Hamburg 1989 (zusammen mit Andreas Fischer-Nagel)
- Das Kornfeld, Luzern 1989 (zusammen mit Andreas Fischer-Nagel)
- Glas, Luzern 1990 (zusammen mit Andreas Fischer-Nagel)
- Ein Igelwinter, Berlin [u. a.] 1990 (zusammen mit Andreas Fischer-Nagel)
- Zucker, Luzern 1990 (zusammen mit Andreas Fischer-Nagel)
- Aus dem Leben der Forellen, Luzern 1991 (zusammen mit Andreas Fischer-Nagel)
- Die Eiche, Luzern 1991 (zusammen mit Andreas Fischer-Nagel)
- Eselchens erster Tag, Hamburg 1991 (zusammen mit Andreas Fischer-Nagel)
- Alle meine Schäfchen, Hamburg 1992 (zusammen mit Andreas Fischer-Nagel)
- Unser Storch Rudi, Hamburg 1992 (zusammen mit Andreas Fischer-Nagel)
- Au Backe, mein Zahn hat Karies!, Sprangenberg (zusammen mit Andreas Fischer-Nagel)
  - 1 (1993)
  - 2. Vorsorge, Behandlung, Ernährung, Zahnspange, 2011
- Mein Igel, Reinbek bei Hamburg 1994 (mit Andreas Fischer-Nagel und Katharina Lausche)
- Warum muht die Kuh?, Luzern 1994 (zusammen mit Andreas Fischer-Nagel)
- Kartoffeln hin, Kartoffeln her, Aarau 1995 (zusammen mit Andreas Fischer-Nagel)
- Mein Geld liegt auf der Bank!, Spangenbuerg-Metzebach 1995 (zusammen mit Andreas Fischer-Nagel)
- Seerose und Wasserfrosch, Luzern 1997 (zusammen mit Andreas Fischer-Nagel)
- Das Apfeljahr, Spangenberg-Metzebach 1998 (zusammen mit Andreas Fischer-Nagel)
- Da geht die Post ab!, Spangenberg-Metzebach 2000 (zusammen mit Andreas Fischer-Nagel)
- Mein Ponybuch, Lüneburg 2004 (zusammen mit Andreas Fischer-Nagel)
- Unser Honigbuch, Spangenberg-Metzebach 2004 (zusammen mit Andreas Fischer-Nagel)
- Entdecke den Teich, Lüneburg 2006 (zusammen mit Andreas Fischer-Nagel)
- Haustiere, Lüneburg 2006 (zusammen mit Andreas Fischer-Nagel)
- Schnecken, Lüneburg 2007 (zusammen mit Andreas Fischer-Nagel)
- Fledermäuse, Spangenberg 2009 (zusammen mit Andreas Fischer-Nagel)
- Ein Igeljahr, Spangenberg 2010 (zusammen mit Andreas Fischer-Nagel)
- Rund um das Kornfeld, Spangenberg 2010 (zusammen mit Andreas Fischer-Nagel)
- Luchse in unseren Wäldern, Spangenberg 2011 (zusammen mit Andreas Fischer-Nagel)
- Wenn Fliegen fliegen .. - fliegen Fliegen hinterher!, Spangenburg 2011 (zusammen mit Andreas Fischer-Nagel)
- Katzenkinder, Spangenberg 2012 (zusammen mit Andreas Fischer-Nagel)
- Zwergkaninchen, Spangenberg 2012 (zusammen mit Andreas Fischer-Nagel)
- Seehunde im Wattenmeer, Spangenberg 2013 (zusammen mit Andreas Fischer-Nagel)